# Orion (Корея)
Orion Corporation (кор.  주식회사 오리온, Корпорация Орион) — южнокорейская продуктовая компания, специализирующаяся на производстве шоколадной кондитерской продукции и жевательной резинки. Основным конкурентом Orion является Lotte. Главный офис компании расположен в Сеуле.
После решения о начале завоевания рынков Восточной Азии и России Orion построила два завода в Пекине и по одному в Шанхае, Хошимине, Твери и Новосибирске. Сперва компании пришлось импортировать ингредиенты из Кореи (в том числе муку), но с появлением местных производственных мощностей в Китае Orion быстро заняла две трети рынка, в 2006 году треть её прибыли приходила извне Кореи.

## История
Свою работу компания «Orion» начала в 1960 году, когда разработала и выпустила первое в Южной Корее мягкое печенье, которое получило название «Mommy Biscuit». Оно стало первопроходцем в своей категории, ранее никто не выпускал подобный продукт. В течение 60-х годов компания резко нарастила как ассортимент, так и производство продукции. Появились на рынке такие конфеты, как «Butter Ball», «Fruit Drops», «Chewnut Candy» и «Сhoco Candies». Презентованы разные виды печенья: «Happy Biscuit», «Orion Cracker» и «Sweet Biscuit». Также начался выпуск карамели, жевательной резинки. Продукция достаточно быстро распространилась в Корее.
В сентябре 1968 года впервые началось производство твердого шоколада. Были запущены новые бренды, в числе которых «No.1 Chocolate» и «Nimege Chocolate». Они сохранились до сих пор, актуальны в Южной Корее.
В 1987 году началось сотрудничество Orion и с крупной международной корпорацией «Pepsi». Было создано совместное предприятие OFL «Orion Frito-lay». В процессе работы создан новый бренд чипсов «Cheetos», благодаря чему компании Orion удалось установить рекорд продаж среди снэков. Также было запущено производство «Pockachip» — первых картофельных чипсов, состоявших на 95 % из картофеля корейского производства. Эти чипсы оказались в числе бестселлеров в Южной Корее и сохраняют свои позиции до наших дней.
В 1990-х годах началась экспансия компании на международные рынки. Были открыты офисы в Токио, Пекине, Москве, Хошимине. Началась реализация в начале завозной продукции с Южной Кореи, а затем произошел процесс локализации производства. Первый иностранный завод компании «Orion» был открыт в Пекине в 1997 году.
В 2001 году произошло изменение организационной структуры компании после того, как группа компаний «Orion Group» вышла из состава «Tong Yang Group».
В 2005 году продажи продукции компании «Orion» на иностранных рынках превысили сто миллионов долларов.
По состоянию на 2009 год компания управляла 8 фабриками в Китае, России и Вьетнаме. Впервые за все время продажи «Choco Pie», наиболее популярного продукта компании, за границей превысили показатели продаж в Корее.

### Orion в России
Orion присутствует на продовольственном рынке России с начала экспорта в 1993 г. Choco Pie и Choco Boy. Первые партии продукции Orion получили города Дальнего Востока. В западную часть России Orion пришёл в 1996, открыв также офис в Москве.
В 2003 году в России появилось официальное представительство Orion Food Russia (ООО «Орион пищепром»), а в 2004 году на тестовом заводе в Звенигороде запустилось производство грибочков Choco Boy. Первый завод Orion в России был запущен в 2006 году Твери, затем компания начала экспортировать продукцию в страны СНГ. Основание в России Orion International Euro. Второй завод был открыт в Новосибирске в 2008 году. Были запущены два новых бренда: Dr.You и Market O.
Финансовые показатели компании в 2022 году: выручка составила 10,9 млрд рублей, чистая прибыль — 1,5 млрд рублей. На российском рынке представлены кондитерские изделия компании (Choco Pie, Choco Boy, Choco Boy Safari, Gouté, Crack it, Choco Chip, Mr. Bagetti) и бутилированная вода Jeju Yongamsoo. Кондитерские изделия производятся на предприятиях в Твери и Новосибирске, а Jeju Yongamsoo импортируется из Южной Кореи.

## Продукция
Особую известность в ряду продукции компании получила марка пирожных «Orion ChocoPie». Эти кондитерские изделия выдаются южнокорейским солдатам на первой неделе их базовой подготовки. Также ChocoPie получили широкую известность в Северной Корее, куда попадают нелегально, через чёрный рынок; власти безуспешно стремятся ограничить их хождение в качестве твёрдой валюты. В знак гордости своей продукцией Orion создала «индекс Чокопая» — пародию на индекс бигмака. Choco Pie производятся с 1974 года. Из-за их популярности другие компании стали использовать слово «chocopie» в названии своей продукции, и в 1999 году суд постановил, что данное слово потеряло статус торговой марки.
Кроме пищевых продуктов, Orion владеет несколькими кинотеатрами, баскетбольным клубом и баскетбольной командой.